# Walije Gondwe
Walije Gondwe (sinh năm 1936) là một nữ nhà văn đầu tiên người Malawi có tác phẩm được xuất bản. Hầu hết các cuốn sách của bà là tiểu thuyết người lớn trẻ tuổi được xuất bản trong những năm 1980 và 1990. Bà hiện đang điều hành một tổ chức từ thiện giáo dục, Vinjeru.

## Thơ ấu
Bà lớn lên trong một gia đình Kitô giáo sùng đạo tại Kayiwonanga ở Mzimba. Vài năm sau khi rời trường, bà bắt đầu theo đào tạo để trở thành thư ký và giành được học bổng để hoàn thành việc học tại Anh. Bvì những vấn đề chính trị ở Malawi, học bổng trở nên vô hiệu nhưng Gondwe vẫn ở lại Anh.

## Sáng tác
Gondwe bắt đầu sáng tác ở Anh. Quyển sách của bà mang tên Will the African Flowers Bloom, do được xuất bản ở London vào những năm 1970, đã bị ngừng họa động khi một chi nhánh của Nhà xuất bản Đại học Oxford gặp khó khăn.
Cuốn sách xuất bản đầu tiên của bà Love's Dilemma xuất hiện năm 1985 trong sê-ri Pacesetters của Macmillan. Kể từ đó, bà được gọi là nữ tiểu thuyết gia đầu tiên của Malawi  hay "một trong những nữ nhà văn đầu tiên trong nước". Mặc dù các tác giả khác đã đi theo bước chân của bà nhưng vẫn không có nhiều nhà văn nữ đến từ Malawi. Năm 2013, chủ tịch Hội Nhà văn Malawia nói rằng thiếu các nữ tác giả và "các nhà văn nữ duy nhất được biết đến trong nước là Emily Mkamanga, Walije Gondwe và Janet Karim". Một trong những cuốn sách sau này của bà Double Dating cũng là cuốn tiểu thuyết bán chạy nhất của cô và giành được một giải thưởng vào năm 1994.

## Công việc từ thiện
Năm 1999, bà thành lập tổ chức từ thiện Vinjeru Education sau khi từ bỏ việc sáng tác. Tổ chức từ thiện thu thập sách và các đồ dùng giáo dục khác được quyên góp ở Anh và phân phối chúng ở, đặc biệt là ở các khu vực xa xôi của Malawi. Vinjeru nói Gondwe "phân chia thời gian của cô ấy giữa Malawi và Vương quốc Anh". Vào năm 2016, Gondwe đã giành được Giải thưởng Thành tựu trọn đời từ Cao ủy Malawi ở Vương quốc Anh, nơi trao Giải thưởng Achievers cho người diaspora Malawia thành công.
Gondwe có một cô con gái và một cậu con trai.